# Słomka (nazwisko)
Słomka – polskie nazwisko. Na początku lat 90. XX wieku w Polsce nosiły je 4512 osoby. Nazwisko pochodzi od słowa słoma i jest najbardziej rozpowszechnione w południowej i środkowo-wschodniej Polsce.

## Osoby noszące nazwisko
- Adam Słomka (ur. 1964) – polski polityk;
- Bartosz Słomka (ur. 1976) – polski grafik i twórca komiksów;
- Bronisław Słomka (1937–2007) – polski dziennikarz i pisarz;
- Francis Slomka (ur. 1958) – francuski artysta komiksowy;
- Jan Słomka (1842–1932) – polski działacz społeczny;
- Jan Słomka (1894-1969) – polski wojskowy
- Jan Słomka (ur. 1959) – duchowny rzymskokatolicki i profesor nauk teologicznych;
- Marietta Slomka (ur. 1969) – niemiecka dziennikarka;
- Mirko Slomka (ur. 1967) – niemiecki trener piłkarski i piłkarz;
- Paweł Słomka (ur. 1967) – polski siatkarz;
- Tadeusz Słomka (ur. 1948) – polski geolog;
- Wojciech Słomka (ur. 1998) – polski piłkarz.